# Ежевская, Зофья
Зофья Ежевская (пол. Zofia Jeżewska; 15 июня 1911, Варшава — 1995) — польская писательница и журналистка, критик искусства.

## Биография
Дочь Адама Чартковского, польского ботаника, историка культуры, публициста, переводчика, литературоведа, педагога.
Выпускница Варшавской Высшей торговой школы. Творческий дебют прозаика состоялся в 1933 на страницах газеты «Kurier Warszawski».
В 1948—1981 работала редактором на Польском радио. Много путешествовала по миру. Автор ряда книг по истории древнего мира, о своих путешествиях и поездках в Африку, Америку и др. страны, радиопостановок. Исследователь жизни и творчества Ф. Шопена.
Во время немецкой оккупации с риском для жизни себя и своего сына укрывала в своей квартире еврейку Хану Пиличовскую и её племянницу Элу Бласбалг. За этот подвиг израильский Институт Катастрофы и героизма «Яд ва-Шем» в 2000 году посмертно присвоил Зофье Ежевской почётное звание «праведник народов мира».

## Избранная библиография
- С глазу на глаз со сфинксом (1958)/ Пер. с польск. — М.: Изд-во вост. лит-ры, 1962.
- Живой Шопен в своих письмах и глазах современников (в соавт. с А. Чартковским, 1958)
- А следы засыпал песок…(Повесть из Пальмиры) (1961)
- Три восхода солнца (1962)
- В царстве Крылатого змея. Путешествие в Мексику (1964)
- На окраине времени. Дневник путешествия в Египет и Судан (1966)
- Фридерик Шопен (1967)
- Рисунки из путешествия (в соавт. 1970)
- По варшавским следам Шопена (1979)
- Леон Хвистек. Краткий очерк о жизни и творчестве (1980)
- Под большим коралловым флагом (1982)
- Шопен в родном краю (1985)
- Шопен (1985) и др.

Сын Анджей (род. 1939) — поэт, эссеист и переводчик.